# منیزیم سولفیت
منیزیم سولفیت (به انگلیسی: Magnesium sulfite) با فرمول شیمیایی MgSO
۳ (anhydrous); MgSO
۳·۶H
۲O یک ترکیب شیمیایی است؛ که جرم مولی آن ۱۰۴٫۳۶۸۲ g/mol می‌باشد.